# Gülnar Hatun
Gülnar Hatun (também conhecida como Büyük Ece, 731-769) foi uma heroína turca semi lendária. (Hatun é, na verdade, um título que significa "dama"). Sua história de vida requer mais pesquisas. 

## Vida
Ela nasceu em 731 filha de Yahşi e sua esposa Duru. De acordo com alegações sem fontes, a família descende de um ramo da família Göktürk . Sua família estava na aldeia de Dörtkuyu, perto de Merv, o que é agora no Turquemenistão . Merv estava sob o domínio dos Omíadas e os turcos em Merv lutavam contra o proselitismo forçado. Tanto os pais de Gülnar como os de seu noivo Yirbaği foram mortos pelo general omíada Nácer ibne Saiar durante o reinado do califa Maruane II . Embora os omíadas tenham sido substituídos pelos abássidas em 750, durante os primeiros anos da regra abássida, a política abássida não era muito diferente daquela dos Omíadas. Depois que Yırbağı também foi morto, Gülnar, com um grande grupo partidário, fugiu para Al-'Awasim, uma zona tampão entre os impérios Abássida e Bizantino, onde agora fica o sul da Turquia . Em Al-'Awasim, Gülnar começou a lutar contra os abássidas e, em 769, ela também foi morta durante um confronto nos arredores das Portas da Cilícia (Portas Cíclicas da Antiguidade).  

## Legado
Em 1950, a cidade turcomena de Hanaypazar, na província de Mersin, foi renomeada Gülnar .  Agora Gülnar é um centro distrital. De acordo com uma visão da cidade (agora bairro de Gülnar) Büyükeceli também foi nomeado após Gülnar Hatun (também conhecido como Büyük Ece). 